# Hypena proterortha
Hypena proterortha är en fjärilsart som beskrevs av Edward Meyrick 1928. Hypena proterortha ingår i släktet Hypena och familjen nattflyn. Inga underarter finns listade i Catalogue of Life.